# السنکری
السنکری (به عربی: السنکری) یک روستا در سوریه است که در المخرم واقع شده‌است. السنکری ۳٬۵۴۹ نفر جمعیت دارد.